# Острів Фуругельма
О́стрів Фуруге́льма (рос. Остров Фуругельма) — невеликий острів у затоці Петра Великого Японського моря. Знаходиться за 5,2 км на південь від мису Халезова, що на материку. Адміністративно належить до Хасанського району Приморського краю Росії.

## Географія
Острів має розміри 2,5 км в довжину та 1,5 км в ширину. Береги скелясті та стрімкі. Острів оточений мілиною менше 10 м, на якій лежать як надводні, так і підводні камені. Із західного боку острів має невеликі бухти із стоячими у воді кам'яними колонами. Найхолодніший місяць — січень −11 °C, найтепліший — серпень +21 °C. Температура води сягає в серпні +23-25 °C.
Острів відомий своїми пташиними базарами. Тут мешкає численна колонія чорнохвостих мартинів, яка нараховує понад 50 тисяч птахів. Поряд мешкають очкові чистики та тонкодзьобі кайри. Острів слугує також місцем відпочинку деяких перелітних птахів, які занесені до Червоної книги Росії — буревісник, орлан-білохвіст, поморник та рожевий мартин. Всього на острові проживає понад 300 видів птахів, 80 з яких гніздяться. Зустрічаються види, які занесені до Червоної книги Росії — японський та даурський журавлі, чорний гриф, беркут та сокіл-сапсан. Найбільші з відомих у світі колоній японського баклана та чорнохвостого мартина розташовані саме на цьому острові. Всього в травні-червні на острові збираються до 100 тисяч особин.
Серед ссавців поширені миша польова та полівка велика. Із плазунів поширені японський вуж та візерунчастий полоз. На скелях Міхельсона, що поряд з островом, мешкають тюлені. На піщаному мілководді існує колонія гребінців, найбільша в Примор'ї.

## Історія
Острів був описаний 10 травня 1854 року моряками фрегата «Паллада» і названий на честь Івана Фуругельма, капітана транспорту «Князь Меншиков», який належав Російсько-Американській компанії. Після 1922 року на острові розмістили декілька колгоспних рибальських дільниць. Найбільшу відомість острів отримав після відкриття тут звіроферми, на якій вперше почали розводити блакитних норок. Невдовзі звірі почали видушувати пташині базари і звіроферму закрили. Після загострення відносин з Японією, на острові збудували берегову оборону — була введена в дію артилерійська батарея та декілька протидесантних укріплень. В бойовому стані вони тримались до кінця корейської війни. В кінці 1970-их років гарнізон розформували. На сьогодні населення на острові відсутнє. З 24 березня 1978 року острів відноситься до Далекосхідного морського заповідника, в Західній бухті розташований кордон південного сектору.